# Акцынова, Людмила Михайловна

Л. Акцынова с мужем А. Акцыновым

Людмила Михайловна Акцынова (23 октября 1910, Царицын — 24 августа 1997, Чебоксары) — российский живописец, график, прикладник, монументалист. Член Союза художников СССР (1964). Заслуженный художник Чувашской АССР (1984), заслуженный художник Российской Федерации (1997). Поэтесса.

## Биография
В 1928—1930 обучалась живописи в художественном училище Сталинграда. Затем до 1937 — преподавала в художественных студиях и кружках рисования при Дворце пионеров в Грозном.
В 1938 была репрессирована и сослана на Дальний Восток. Там вышла замуж за А. В. Акцынова. Занималась художественным оформлению торговых судов, занятых на международных рейсах (1938—1945). Позже переехала с мужем в Кисловодск (Ставропольский край) (1945—1949), где в 1947 году у них родился сын Всеволод, впоследствии также ставший художником.
После повторного ареста и ссылки мужа переехала с ним в Красноярский край — жила и работала в Южно-Енисейске и селе Мотыгино (1950—1956). До 1967 жила в Новокузнецке, была директором Новокузнецкого музея изобразительного искусств (1957-58). В 1968 переехала в Чебоксары.

## Творчество
Л. Акцынова — автор многих пейзажей, натюрмортов и портретов, гобеленов.
В живописи использовала особый состав краски, включающий воск.

## Избранные работы
В соавторстве с А. В. Акцыновым создала :
- «Индустриальный Кузбасс» (панорама, 1959),
- «Ленинские места в Шушенском» (1961) и др.

Автор сборника стихов «Воробушки». В соавторстве с мужем написала книгу воспоминаний «По стерне босиком» (1992).
Участник выставок с 1946. Провела несколько персональных выставок, организованных в выставочных залах Москвы, Центре подготовки космонавтов в Звездном городе, Научно-исследовательском институте в Монино под Москвой, в Чувашии (совместно с А. В. Акцыновым с 1952).
Произведения Л. М. Акцыновой находятся в собраниях Кемеровского областного музея изобразительного искусства, Новокузнецкого художественного музея (НХМ), Новосибирской областной картинной галерее, Ставропольском краевом музее изобразительных искусств, Тувинском республиканском краеведческом музее, Чувашской государственной художественной галерее (Чебоксары).

## Награды
- 1970 — Медаль «В ознаменование 100-летия со дня рождения Владимира Ильича Ленина»;
- 1980 — Почетная грамота Президиума Верховного Совета Чувашской АССР.

## Семья
- Муж — Аркадий Акцынов (1910—1997), живописец, заслуженный художник Российской Федерации и Чувашской АССР.
- Сын — Всеволод Акцынов (род. 1947), живописец, заслуженный художник Российской Федерации, член-корреспондент РАХ.

## Память
В 2000 году малой планете Солнечной системы за № 7385 было присвоено имя супругов Акцыновых — Акцыновия.